# Casă de locuit (Caragaș)
Casă de locuit este o clădire amplasată în Caragaș, Unitățile Administrativ-Teritoriale din Stînga Nistrului, Republica Moldova. Este un monument arhitectural de importanță națională inclus în Registrul monumentelor Republicii Moldova ocrotite de stat cu nr. 1291 (raionul Slobozia).